# Daisy Chain
Daisy Chain is een Duitse punkband uit Berlijn. De teksten behandelen sociale en maatschappelijke grieven of individuele emoties en ervaringen. De muziekstijl is gebaseerd op Britse punk uit de vroege jaren 1980. Vooral vrouwelijke vocalen hebben waarschijnlijk vergelijkingen gemaakt met bands als Vice Squad, The Avengers, Ejected, Violators, Deadline en Scattergun. Daisy Chain zingt voornamelijk in het Engels, maar heeft ook Duitstalige liedjes.

## Bezetting
Oprichters
- Eddy (zang)
- Jolle (drums)
- Milena (gitaar)
- Moni (basgitaar)

Huidige bezetting
- Eddy (zang)
- Jolle (drums, achtergrondzang)
- Steffen (gitaar, achtergrondzang)
- Moni (basgitaar, achtergrondzang)

## Geschiedenis
Daisy Chain werd in 2001 opgericht als een pure damesband in Berlijn. Na enkele concerten verliet gitariste Milena het kwartet om zich volledig te concentreren op haar tweede band Allee der Kosmonauten (niet te verwarren met deze Allee der Kosmonauten). Na een pauze van ongeveer zes maanden, kwam ex-Contamination gitarist Steffen bij hen. Sinds deze wijziging is de bezetting hetzelfde gebleven en wordt de band vaak aangekondigd als 3/4 damespunkband. Dankzij de goede contacten van Steffen met Polen (hij studeerde in Warschau en woonde daar een aantal jaren) kon de band concerten en tournees geven in Polen en is daar bijna bekender dan in Duitsland.
Naast Polen en heel Duitsland hebben ze al gespeeld en getoerd in Nederland, Zwitserland, Oostenrijk, Tsjechië, Litouwen, Finland, Zweden en Denemarken - voornamelijk in voormalige bezette huizen, alternatieve/autonome jeugdcentra en op festivals. Medio 2008 neemt de band ongeveer een jaar een adempauze.

## Discografie
- 2002: Demo (cd-r, eigen publicatie)
- 2004: s/t (lp, Back To The Boots/Attack Records)
- 2008: She's a Boxer (cd, Back To The Boots/Attack Records)

### Samplerbijdragen
- 2004: 10 Jahre Attack Records (Attack Records) - Song: Barbed Wire City
- 2004: Girls can dish it out too! (Emancypunx Records)
- 2005: Plastic Bomb #49 cd-aanvulling (Plastic Bomb Rec.) - Song: I Hate Myself
- 2005: Wahrschauer #49 cd-aanvulling (Wahrschauer) - Song: Good As Fuck
- 2008: Plastic Bomb #63 cd-aanvulling (Plastic Bomb Rec.) - Song: One Day